# حسين مهدي ريان
حسين مهدي ريان (مواليد 18 ديسمبر 1993 في البحرين) هو لاعب كرة قدم بحريني يجيد اللعب في مركز المهاجم. يلعب حاليا لصالح المنامة الذي ينافس في الدوري البحريني الممتاز منذ 2011.